# Hvězdicový motor

Hvězdicový motor v příčném řezu

Časování ventilů; rozvodový systém

Hvězdicový motor je koncepce pístového spalovacího motoru s válci rozmístěnými okolo klikové skříně v kruhu. U jednodušších a méně výkonných motorů jsou válce pouze v jedné rovině (tj. hvězdici) kolmé k ose klikového hřídele tak, že sousední válce spolu svírají stejný úhel. Dříve (ještě po druhé světové válce) byly motory s tímto uspořádáním válců rozšířené v roli pohonných jednotek letadel. Podstatně méně časté (či spíše zcela okrajové) bylo jiné užití, například u vozidel, ale některé typy amerických tanků za druhé světové války byly poháněny upravenými leteckými hvězdicovými motory.
Jako ventilový rozvod se používá OHV.[zdroj⁠?!] Ovšem na rozdíl od motorů řadových zde není použito vačkových hřídelů, nýbrž jen jediný vačkový kotouč (viz animace funkce rozvodu OHV vpravo s popiskou časování ventilů; rozvodový systém; vačkový kotouč se může otáčet buď ve stejném smyslu jako hřídel klikový, nebo ve smyslu opačném;[zdroj⁠?!] pro druhý případ viz následující vysvětlení, doplněno výše již zmíněnou animací funkce rozvodu). Vačkový kotouč s vačkami se otáčí (p-1)krát pomaleji než kliková hřídel motoru a opačným směrem, kde p je počet válců motoru. Excentr obsahuje (p-1)/2 sacích a výfukových vaček, takže například pětiválcový motor bude mít excentr se dvěma sacími a dvěma výfukovými vačkami a bude se otáčet 4x pomaleji nežli kliková hřídel.[zdroj⁠?!] Vačky pohybují rozvodovými tyčkami, jejichž pohyb je přenášen vahadly na ventily.
Chlazení těchto motorů je až na naprosto[zdroj⁠?!] bezvýznamné výjimky vzduchem. Vzduchem chlazené motory bývají opatřeny deflektory (usměrňovacími plechy), které zajišťují rovnoměrnější chlazení po obvodu válce (mj. se tak válec při provozních teplotách méně deformuje; válec s nikoli čistě kruhovým vrtáním za provozu trpí zvýšeným opotřebením).
Hvězdicový motor může být uspořádán i s více, než jen s jednou hvězdicí (zde ovšem nejde o motory víceřadé, nýbrž, kupříkladu, dvou- či čtyřhvězdicové). V letech po druhé světové válce také vznikla řada čtyřdobých vznětových šesti- a osmihvězdicových motorů určených k pohonu lodí.[zdroj⁠?!] Spojením dvou osmihvězdicových 56válcových motorů dokonce byl vyroben lodní hvězdicový 112válec o objemu 382,82 litru.[zdroj⁠?!] Fakticky ovšem šlo pouze o spojení dvou výstupním hřídelem proti sobě postavených samostatných motorů, které měly společnou redukční převodovku; oba motory pracovaly nezávisle na sobě a podle potřeby mohl pracovat i jen jeden z nich. Jednalo se o lodní čtyřdobé vznětové motory s vodním chlazením, v každé hvězdici bylo po sedmi válcích. Vznikly tak šestihvězdicový 42válec a osmihvězdicový 56válec, při shodných parametrech vrtání válce 160 mm a zdvihu pístu 170 mm měly tyto motory zdvihový objem 143,55 litru, resp. 191,41 litru.[zdroj⁠?!]
Počet válců závisí na počtu pracovních dob motoru. V drtivé většině případů se používá čtyřdobý cyklus, proto musí být počet válců každé řady lichý, aby vycházelo zapalování. Na animované ukázce v pořadí válců: 1-3-5-2-4-1-.